# Dystrykt krakowski

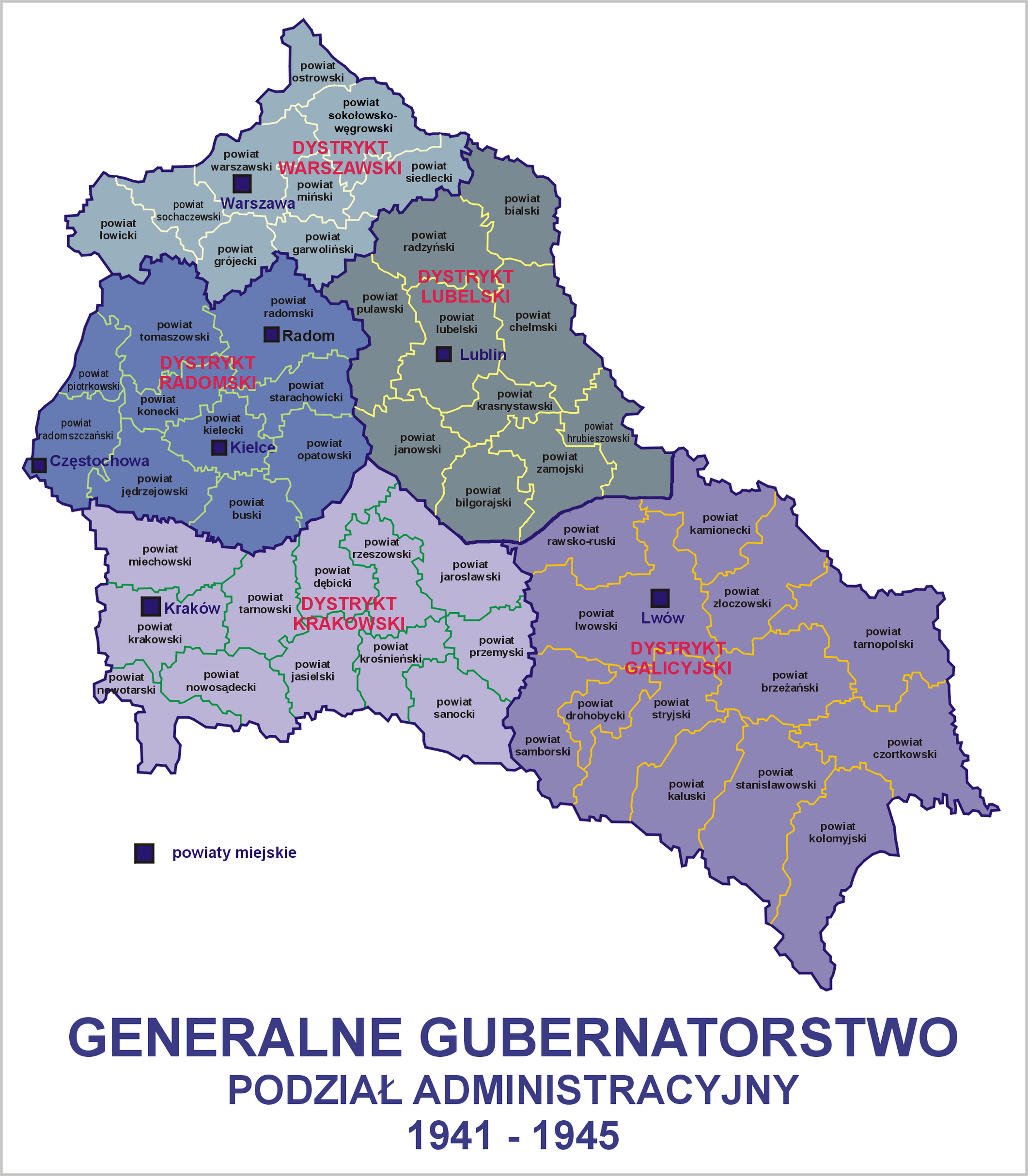
Dystrykty w składzie Generalnego Gubernatorstwa

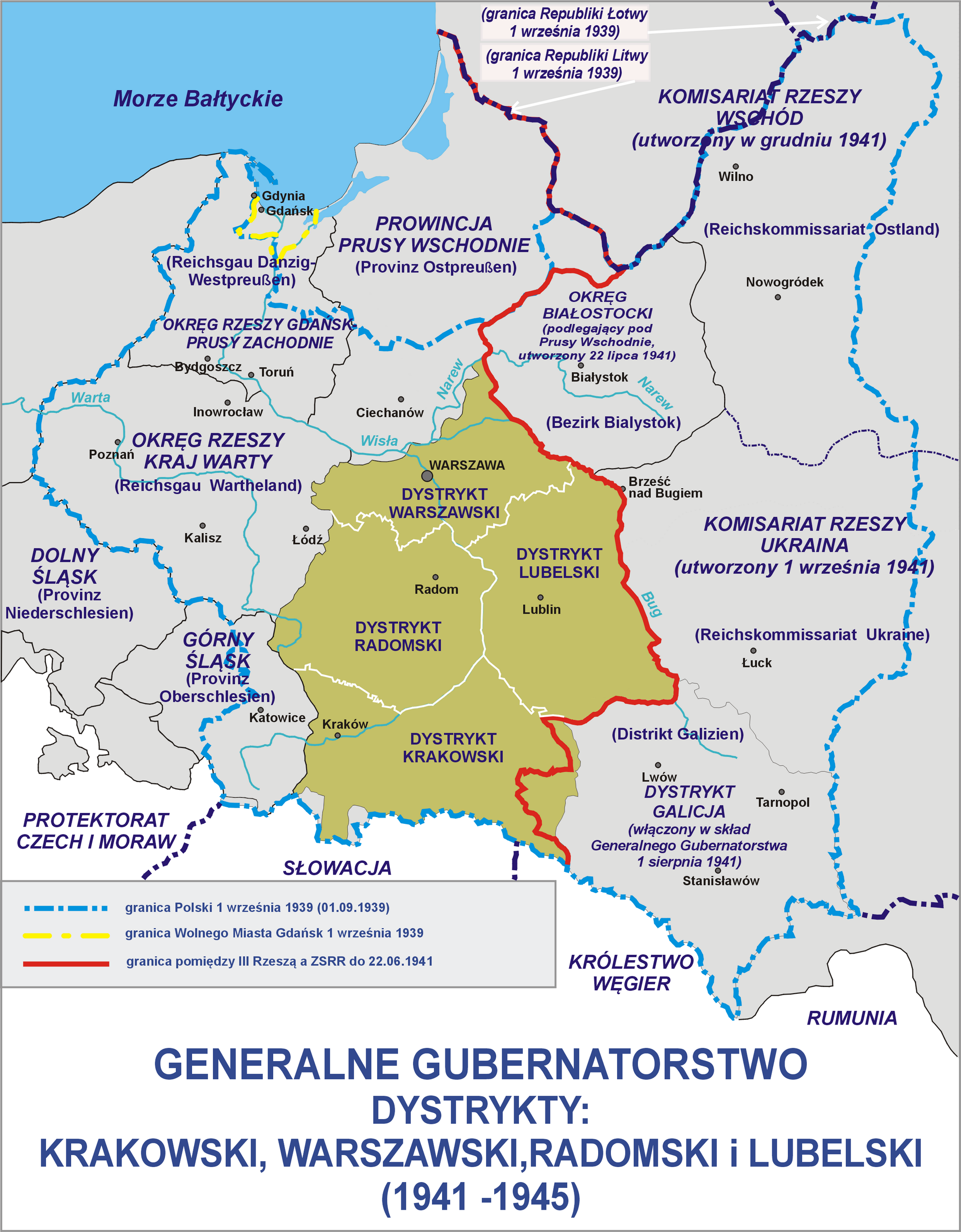
Dystrykt krakowski, warszawski, radomski i lubelski 1941–1945

Dystrykt krakowski, okręg krakowski (niem. Distrikt Krakau) – jednostka administracyjna Generalnego Gubernatorstwa ze stolicą w Krakowie, istniejąca od 26 października 1939 do 18 stycznia 1945. Populacja dystryktu w 1943 roku wynosiła ok. 4 mln osób.

## Władze dystryktu
Władze dystryktu (Der Gouverneur des Distrikts Krakau, od 1941 r. – Distriktschef)
- Gubernatorzy, Siedziba Kraków, Adolf-Hitler-Platz 27
  - SS-Brigadeführer Dr Otto Wächter: 26 października 1939 – 22 stycznia 1942
  - SS-Brigadeführer Dr Richard Wendler: 31 stycznia 1942 – 26 maja 1943
  - wicegubernator Ludwig Losacker: 24 lutego 1943 – 10 października 1943
  - SS-Brigadeführer Dr Kurt Ludwig Burgsdorff: 23 listopada 1943 – 18 stycznia 1945
- Szef Urzędu – Der Amtschef, siedziba Kraków, Oleanderstraße 4
  - Dr. Elsenlohr
- Dowódca SS i Policji – Der SS- und Polizeiführer:
  - SS-Gruppenführer Hans Zech
  - SS-Oberführer Julian Scherner

## Powiaty

Defilada ochotników do 14 Dywizji Grenadierów SS (ul. Kościuszki, Sanok, maj 1943)

- Der Stadthauptmann der Stadt – Kreisfreie Stadt Krakau pod kierownictwem:
  - Ernst Zörner – 29 sierpnia 1939 – 21 lutego 1940
  - Carl Gottlob Schmid – 21 lutego 1940 – 31 marca 1941
  - Rudolf Pavlu – 1 kwietnia 1941 – 30 kwietnia 1943
  - Josef Krämer – 1 maja 1943 – stycznia 1945
- Kreishauptmannschaft – Landkreis Debica z Landkommissariaten w Tarnobrzegu i Mielcu pod kierownictwem:
  - Alfons Oswald – 15 grudnia 1939 – 22 czerwca 1941
  - Ernst Schlüter – 23 października 1941 – 27 maja 1943
  - Hans-Walter Zinser – 1 listopada 1943–1944
- Kreishauptmannschaft – starostwo Jasło pod kierownictwem:
  - Ludwig Losacker – wrzesień 1939 – 14 stycznia 1941
  - Otto Bauer – połowa stycznia 1941 – luty 1941
  - Walter Gentz – 10 lutego 1941 – zakończenie okupacji
- Kreishauptmannschaft – starostwo Jaroslau pod kierownictwem:
  - Carl Hermann Rieger – utworzenie – koniec lutego 1940
  - Georg Eisenlohr – 18 marca 1940 – 9 lutego 1942
  - Werner Renz – 1942–1943
  - Michael Andreas Zuzic – 4 marca 1943
- Kreishauptmannschaft – starostwo Powiat Krakau-Land
  - Egon Höller – października 1939 – 4 lutego 1942
  - Albert Schaar – 1 czerwca 1942 – 1944
- Kreishauptmannschaft – Landkreis Krosno (utworzony 3 listopada 1941)
- Kreishauptmannschaft – starostwo Miechów pod kierownictwem:
  - Eduard Boos – początek – 13 grudnia 1939
  - Wilhelm Engler – 13 grudnia 1939 – 11 stycznia 1940
  - Hans-Walter Zinser – 11 stycznia 1940 – lipiec 1941
  - Alfons Kalpers – 1 sierpnia 1941–1945
- Kreishauptmannschaft – starostwo Neu-Sandez
- Landkommissariat Limanowa wyodrębniony ze starostwa Neu-Sadez
- Kreishauptmannschaft – starostwo Neumarkt
- Kreishauptmannschaft – Landkreis Przemysl (utworzony 3 listopada 1941)
- Kreishauptmannschaft – starostwo Reichshof (Rzeszów)
- Kreishauptmannschaft – Landkreis Sanok
- Kreishauptmannschaft – starostwo Tarnów pod kierownictwem:[4]
  - Walter Becht – wrzesień – grudzień 1939
  - Ernst Kundt – 1 stycznia 1940 – 30 sierpnia 1940
  - Hasse –  wrzesień – październik 1940
  - Ludwig Stizinger –  15 października 1940 – 31 grudnia 1941
  - Alfred Kipke – 1 stycznia 1942 – 18 stycznia 1945

## Miejscowości
Lista stu największych miejscowości w dystrykcie krakowskim w 1943 roku.
| Miejscowość        | Status | Liczba mieszkańców 1.III.1943 | Powiat       | Gmina                |
| ------------------ | ------ | ----------------------------- | ------------ | -------------------- |
| Krakau             | miasto | 318924                        | Krakau-Stadt | Krakau-Stadt         |
| Przemyśl           | miasto | 48156                         | Przemysl     | Przemyśl             |
| Tarnow             | miasto | 39408                         | Tarnow       | Tarnow               |
| Reichshof          | miasto | 30920                         | Reichshof    | Reichshof            |
| Neu-Sandez         | miasto | 27037                         | Neu-Sandez   | Neu-Sandez           |
| Jaroslau           | miasto | 21147                         | Jaroslau     | Jaroslau             |
| Jaslo              | miasto | 17564                         | Jaslo        | Jaslo                |
| Krosno             | miasto | 17273                         | Krosno       | Krosno               |
| Zakopane           | miasto | 16608                         | Neumarkt     | Zakopane             |
| Landshut           | miasto | 16401                         | Jaroslau     | Landshut             |
| Skawina            | miasto | 13958                         | Krakau-Land  | Skawina              |
| Dębica             | miasto | 12202                         | Debica       | Dębica               |
| Bochnia            | miasto | 12012                         | Krakau-Land  | Bochnia              |
| Sanok              | miasto | 11936                         | Sanok        | Sanok                |
| Neumarkt           | miasto | 11132                         | Neumarkt     | Neumarkt             |
| Ropczyce           | miasto | 10954                         | Debica       | Ropczyce             |
| Mielec             | miasto | 9480                          | Debica       | Mielec               |
| Wieliczka          | miasto | 8776                          | Krakau-Land  | Wieliczka            |
| Kalwaria           | miasto | 7791                          | Krakau-Land  | Kalwaria             |
| Przeworsk          | miasto | 6856                          | Jaroslau     | Przeworsk            |
| Zawoja             | wieś   | 6707                          | Neumarkt     | Zawoja               |
| Rabka              | wieś   | 6597                          | Neumarkt     | Rabka                |
| Stalowa Wola       | miasto | 6471                          | Jaroslau     | Nisko                |
| Miechów            | miasto | 6392                          | Miechów      | Miechów              |
| Lesko              | miasto | 6199                          | Sanok        | Lesko                |
| Myślenice          | miasto | 6174                          | Krakau-Land  | Myślenice            |
| Wolbrom            | miasto | 6083                          | Miechów      | Wolbrom              |
| Krynica-Zdrój      | miasto | 6058                          | Neu-Sandez   | Krynica-Zdrój        |
| Nisko              | miasto | 5774                          | Jaroslau     | Nisko                |
| Gorlice            | miasto | 5774                          | Jaslo        | Gorlice              |
| Ochotnica          | wieś   | 5334                          | Neumarkt     | Ochotnica            |
| Niepołomice        | miasto | 5142                          | Krakau-Land  | Niepołomice          |
| Alt Sandez         | miasto | 5105                          | Neu-Sandez   | Alt Sandez           |
| Piwniczna          | miasto | 4720                          | Neu-Sandez   | Piwniczna            |
| Słomniki           | miasto | 4563                          | Miechów      | Słomniki             |
| Leżajsk            | miasto | 4498                          | Jaroslau     | Leżajsk              |
| Słopnice           | wieś   | 4450                          | Neu-Sandez   | Tymbark              |
| Tarnobrzeg         | miasto | 4410                          | Debica       | Tarnobrzeg           |
| Żołynia            | wieś   | 4361                          | Jaroslau     | Żołynia              |
| Borzęcin           | wieś   | 4315                          | Tarnow       | Borzęcin             |
| Rakszawa           | wieś   | 4301                          | Jaroslau     | Żołynia              |
| Mościce            | wieś   | 4285                          | Tarnow       | Mościce              |
| Korczyna           | wieś   | 4271                          | Krosno       | Korczyna             |
| Rozwadów           | miasto | 4129                          | Debica       | Rozwadów             |
| Rudnik             | miasto | 4004                          | Jaroslau     | Rudnik               |
| Jodłowa            | wieś   | 3881                          | Jaslo        | Jodłowa              |
| Markowa            | wieś   | 3875                          | Jaroslau     | Markowa              |
| Błażowa            | wieś   | 3773                          | Reichshof    | Błażowa              |
| Iwonicz            | wieś   | 3720                          | Krosno       | Iwonicz              |
| Jadowniki Podgórne | wieś   | 3677                          | Tarnow       | Okocim               |
| Dąbrowa            | miasto | 3657                          | Tarnow       | Dąbrowa              |
| Wola Zarczycka     | wieś   | 3630                          | Jaroslau     | Wola Zarczycka       |
| Osielec            | wieś   | 3614                          | Neumarkt     | Bystra               |
| Kazimierza Wielka  | wieś   | 3610                          | Miechów      | Kazimierza Wielka    |
| Dobromil           | miasto | 3590                          | Przemysl     | Dobromil             |
| Kamień             | wieś   | 3585                          | Jaroslau     | Kamień               |
| Biecz              | miasto | 3571                          | Jaslo        | Biecz                |
| Mszana Dolna       | wieś   | 3558                          | Neu-Sandez   | Mszana Dolna         |
| Szczawnica         | wieś   | 3508                          | Neumarkt     | Szczawnica           |
| Radgoszcz          | wieś   | 3497                          | Tarnow       | Radgoszcz            |
| Maków              | miasto | 3484                          | Neumarkt     | Maków                |
| Kressendorf        | miasto | 3450                          | Krakau-Land  | Kressendorf          |
| Sułkowice          | wieś   | 3401                          | Krakau-Land  | Landskron            |
| Pcim               | wieś   | 3384                          | Krakau-Land  | Pcim                 |
| Pstrągowa          | wieś   | 3311                          | Reichshof    | Czudec               |
| Muszyna            | miasto | 3309                          | Neu-Sandez   | Muszyna              |
| Brzozów            | miasto | 3248                          | Krosno       | Brzozów              |
| Siepraw            | wieś   | 3247                          | Krakau-Land  | Siepraw              |
| Krynica Wieś       | wieś   | 3245                          | Neu-Sandez   | Krynica Wieś         |
| Brzeziny           | wieś   | 3236                          | Debica       | Wielopole Skrzyńskie |
| Moszczenica        | wieś   | 3223                          | Jaslo        | Moszczenica          |
| Grębów             | wieś   | 3221                          | Debica       | Grębów               |
| Izdebki            | wieś   | 3201                          | Krosno       | Przysietnica         |
| Zubsuche           | wieś   | 3162                          | Neumarkt     | Poronin              |
| Wesoła             | wieś   | 3155                          | Krosno       | Nozdrzec             |
| Skała              | miasto | 3154                          | Miechów      | Skała                |
| Bratkowice         | wieś   | 3139                          | Reichshof    | Świlcza              |
| Jeżowe             | wieś   | 3137                          | Jaroslau     | Jeżowe               |
| Grodzisko Górne    | wieś   | 3095                          | Jaroslau     | Grodzisko Dolne      |
| Ropa               | wieś   | 3086                          | Jaslo        | Ropa                 |
| Staromieście       | wieś   | 3080                          | Reichshof    | Trzebownisko         |
| Chyrów             | miasto | 3071                          | Przemysl     | Chyrów               |
| Pilzno             | miasto | 3058                          | Debica       | Pilzno               |
| Rzędzin            | wieś   | 3057                          | Tarnow       | Gumniska             |
| Tuchów             | miasto | 3047                          | Tarnow       | Tuchów               |
| Łubno              | wieś   | 3041                          | Krosno       | Dynów                |
| Domaradz           | wieś   | 3038                          | Krosno       | Domaradz             |
| Besko              | wieś   | 3030                          | Sanok        | Zarszyn              |
| Wola Rzędzińska    | wieś   | 3021                          | Tarnow       | Gumniska             |
| Dobczyce           | miasto | 3020                          | Krakau-Land  | Dobczyce             |
| Kolbuszowa Górna   | wieś   | 3018                          | Reichshof    | Kolbuszowa           |
| Hyżne              | wieś   | 3016                          | Reichshof    | Hyżne                |
| Niechobrz          | wieś   | 3011                          | Reichshof    | Racławówka           |
| Przybyszówka       | wieś   | 2977                          | Reichshof    | Świlcza              |
| Osobnica           | wieś   | 2963                          | Jaslo        | Jaslo                |
| Rokietnica         | wieś   | 2922                          | Jaroslau     | Chłopice             |
| Chmielnik          | wieś   | 2887                          | Reichshof    | Tyczyn               |
| Czarny Dunajec     | wieś   | 2886                          | Neumarkt     | Czarny Dunajec       |
| Grodzisko Dolne    | wieś   | 2882                          | Jaroslau     | Grodzisko Dolne      |
| Stara Wieś         | wieś   | 2881                          | Neu-Sandez   | Limanowa             |

## Prasa okupacyjna
- „Goniec Krakowski”

## Polska administracja
Na terenie dystryktu działała polska administracja podziemna, kontynuująca województwo krakowskie.